# Otomi

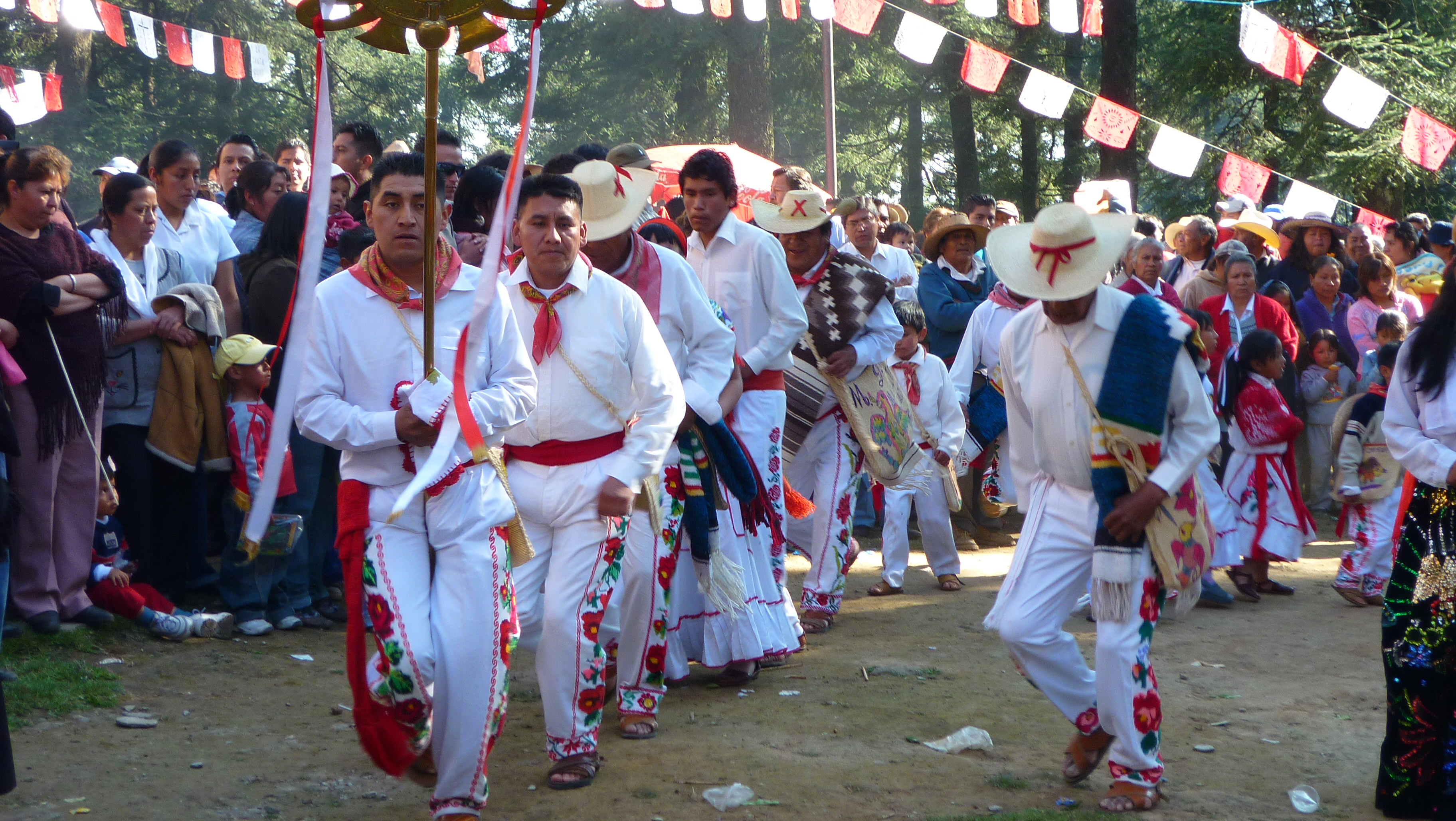
Ballerini Otomí che eseguono la tradizionale "Danza de los Arrieros" a San Jerónimo Acazulco.

Gli Otomi sono un popolo indigeno del Messico centrale. Alcuni gruppi di loro si auto-identificano come Hñähñu  (ʰɲɑ̃ʰɲũ), ma l'esatto autonimo dipende dal tipo di lingua otomí che parlano.

## Lingua
La lingua otomí fa parte della famiglia delle lingue Otopameane, che comprende anche Chichimeca Jonaz, Mazahua, Pame, Ocuilteco e Matlatzinca, del gruppo linguistico Otomangeano (di cui fanno parte anche Amuzgoan, Chinantecan, Mixtecan, Otopamean, Popolocan, Tlapanecan e zapoteco). Gli Otomi della Valle de Mezquital parlano il nHa:nHu mentre quelli del sud di Querétaro parlano nHa:nHo, per un totale di 300 000 parlanti (circa il 5/6% è monolingue) che abitano soprattutto gli stati messicani di Hidalgo (Valle de Mezquital), Messico, Puebla, Querétaro, Tlaxcala, Michoacán e Veracruz.

## Etimologia
La parola Otomi, è usata per descrivere il più ampio gruppo etnico Otomi e il continuum dialettale. Dallo spagnolo, la parola Otomi è diventata radicata nella letteratura linguistica e antropologica. Tra i linguisti, è stato suggerito di cambiare la designazione accademica da Otomi a Hñähñú, l'endonimo usato dagli Otomi della valle di Mezquital, ma non esiste un endonimo comune per tutti i dialetti della lingua. Come la maggior parte dei nomi nativi usati per riferirsi ai popoli indigeni del Messico, il termine Otomi non è nativo del popolo a cui si riferisce. Otomi è un termine di origine nahuatl che deriva da otómitl, una parola che nella lingua degli antichi Mexica significa "colui che cammina con le frecce", sebbene autori come Wigberto Jimenez Moreno l'abbiano tradotto come "uccello frecciaio". La lingua Otomi, appartenente al ramo oto-pameo della famiglia di lingue oto-mangue, è parlata in molte varianti diverse, alcune delle quali non sono mutuamente intelligibili.

## Panoramica

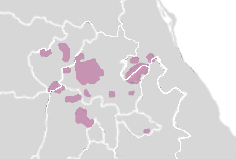
Aree di lingua otomi in Messico

Gli Otomi tradizionalmente adoravano la luna come loro divinità più elevata. Anche in tempi moderni, molte popolazioni Otomi praticano lo sciamanesimo e hanno credenze preispaniche come il nagualismo. Come la maggior parte dei popoli sedentari mesoamericani, gli Otomi tradizionalmente sopravvivevano con mais, fagioli e zucca, ma anche il maguey era un importante cultigeno (una pianta che è stata deliberatamente alterata o selezionata dagli esseri umani) utilizzato per la produzione di alcol (pulque) e fibre (henequen). Sebbene il popolo Otomi mangi raramente ciò che gli occidentali considererebbero una dieta equilibrata, mantengono una salute ragionevolmente buona mangiando tortillas, bevendo pulque e mangiando la maggior parte dei frutti disponibili intorno a loro. Nel 1943-1944, un rapporto su uno studio nutrizionale sui villaggi Otomi situati nella valle di Mezquital in Messico, registrò che nonostante il clima arido e la terra inadatta all'agricoltura senza irrigazione, il popolo Otomi dipendeva principalmente dalla produzione di maguey. Esso viene utilizzato per produrre fibre per tessitura e "pulque", un succo fermentato non filtrato che ha svolto un ruolo importante nell'economia e nell'alimentazione degli Otomi. Tuttavia, questa pratica ha iniziato a declinare a causa della sua nuova produzione su larga scala. La pianta del maguey era così fortemente dipendente che le capanne venivano costruite con le foglie della pianta. Durante questo periodo, la maggior parte della regione era ampiamente sottosviluppata e la maggior parte dell'agricoltura era a bassa resa. Spesso le aree densamente popolate venivano confuse con luoghi privi di abitazioni, poiché le abitazioni sparse venivano costruite basse e nascoste.
Gli Otomi erano fabbri e commerciavano oggetti di metallo di valore con altre confederazioni indigene, tra cui la Triplice Alleanza azteca. I loro mestieri includevano ornamenti e armi, sebbene le armi di metallo non fossero utili quanto quelle di ossidiana (che è più affilata di un rasoio moderno, abbondante e leggera).

## Storia

Otomi Tlachiqueros di Tequixquiac, fotografia scattata nel 1895.

I testi storiografici sui popoli mesoamericani dell'era preispanica hanno dedicato pochissima attenzione alla storia degli Otomi. Molti secoli fa, grandi città come Cuicuilco, Teotihuacan e Tula fiorirono nel territorio occupato dagli Otomi all'arrivo degli spagnoli. Anche nella Triplice Alleanza azteca che dominò, il cosiddetto "Impero Mexica", Tlacopan ereditò i domini di Azcapotzalco, con una popolazione maggioritaria Otomi. Tuttavia, gli Otomi non vengono quasi mai menzionati come protagonisti della storia mesoamericana preispanica, forse perché la complessità etnica del Messico centrale in quel momento non consente di distinguere i contributi degli antichi Otomi da quelli prodotti dai loro vicini.
Nel quinto millennio a.C., il popolo Otomi formò un gruppo numeroso. La diversificazione delle lingue e la loro espansione geografica dalla valle di Tehuacán (attualmente nello Stato di Puebla) devono essersi verificate dopo la domesticazione dell'agricoltura mesoamericana, composta da mais, fagioli e peperoncino. Ciò è stabilito sulla base del fatto che esiste un gran numero di affini nelle lingue Otomi nel repertorio di parole che alludono all'agricoltura.
Intorno all'anno 1100 d.C., i popoli di lingua Otomi formarono la loro capitale città-stato, Xaltocan che acquisì presto potere, abbastanza da richiedere tributi dalle comunità vicine fino alla sua sottomissione. Successivamente, il regno Otomi fu conquistato durante il XIV secolo dai Mexica e dalle sue alleanze. Il popolo Otomi fu quindi soggetto a pagare un tributo alla Triplice Alleanza man mano che il loro impero cresceva; successivamente, il popolo Otomi si reinsediò in terre a est e a sud del loro ex territorio. Mentre alcuni Otomi si reinsediarono altrove, altri risiedevano ancora vicino all'attuale Città del Messico, ma la maggior parte si stabilì in aree vicino alla valle di Mezquital a Hidalgo, sugli altopiani di Puebla, nelle aree tra Tetzcoco e Tulancingo e fino a Colima e Jalisco.
Una parte considerevole degli Otomi risiedeva nello stato di Tlaxcala. Sebbene ci siano resoconti che il conquistador spagnolo Hernán Cortés originariamente attaccò e "annientò gli Otomi a Tecoac, che furono completamente distrutti",  alla fine si unirono alle sue forze quando combatté la Triplice Alleanza azteca, sconfiggendola. Ciò permise agli Ixtenco Otomi o (Yųhmų) di espandersi di nuovo. Fondarono la città di Querétaro e si stabilirono in molte città nello Stato ora noto come Guanajuato.
L'arrivo degli spagnoli in Mesoamerica significò la sottomissione dei popoli indigeni al dominio dei nuovi arrivati. Entro il 1530, tutte le comunità Otomi della valle del Mezquital e della Barranca de Meztitlán erano state divise in encomiendas. Successivamente, quando la legislazione spagnola fu modificata, apparvero le cosiddette repubbliche indigene, sistemi di organizzazione politica che consentivano una certa autonomia delle comunità Otomi rispetto alle popolazioni ispano - meticce.
Durante la guerra d'indipendenza del Messico, gli Otomi si schierarono con la ribellione poiché volevano indietro la loro terra che era stata loro sottratta sotto il sistema dell'encomienda.
Intorno al 1940-1950, le agenzie governative avevano promesso di assistere gli indigeni aiutandoli ad accedere a una migliore istruzione e a progressi economici, ma non ci riuscirono. A loro volta, le persone continuarono a coltivare e lavorare come braccianti all'interno della loro piccola economia di sussistenza all'interno di un'economia capitalistica più ampia in cui gli indigeni potevano essere sfruttati da coloro che avevano il controllo dell'economia. Da quando ha ottenuto l'indipendenza, il governo messicano ha adottato un atteggiamento adorante nei confronti della storia preispanica e delle opere degli Aztechi e dei Maya; nel frattempo, ha ignorato gli indigeni viventi, come gli Otomi che sono raffigurati senza lo stesso prestigio.